# Glycosmis petelotii
Glycosmis petelotii är en vinruteväxtart som beskrevs av André Guillaumin. Glycosmis petelotii ingår i släktet Glycosmis och familjen vinruteväxter. Inga underarter finns listade i Catalogue of Life.